# Kas (gebouw)

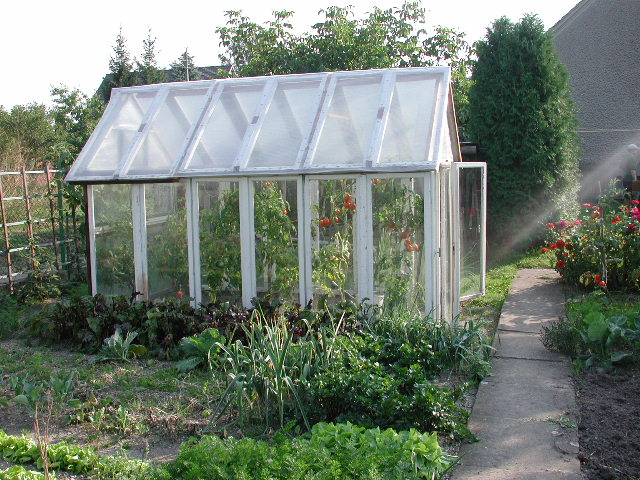
Kleine kas in volkstuin

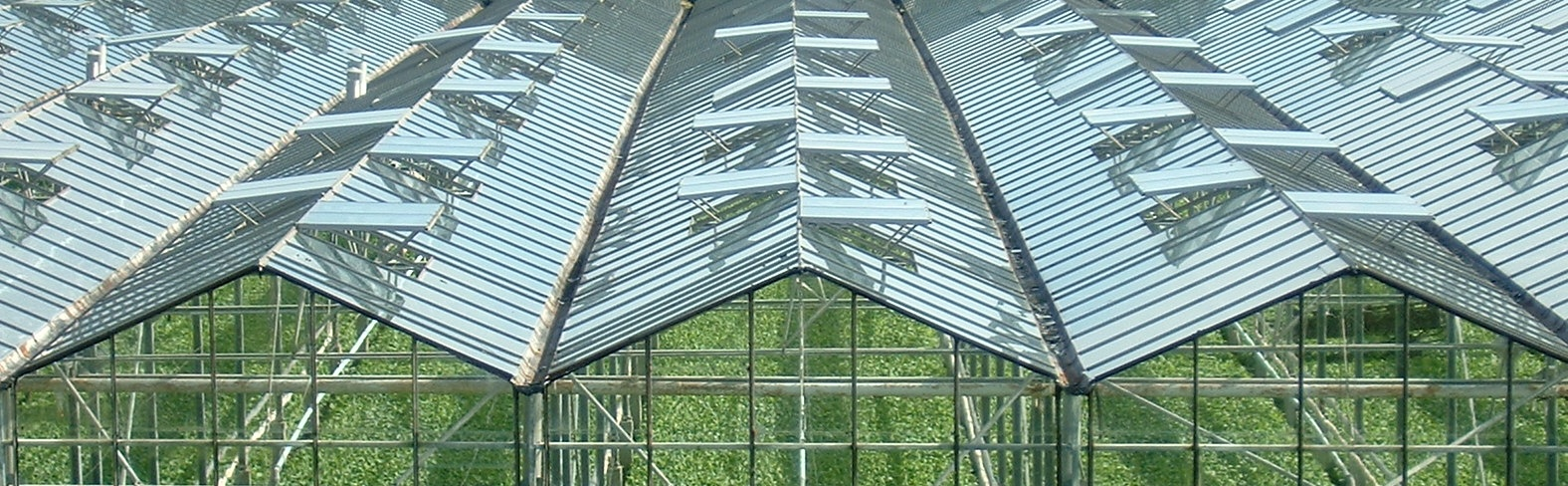
Moderne tuinbouwkassen

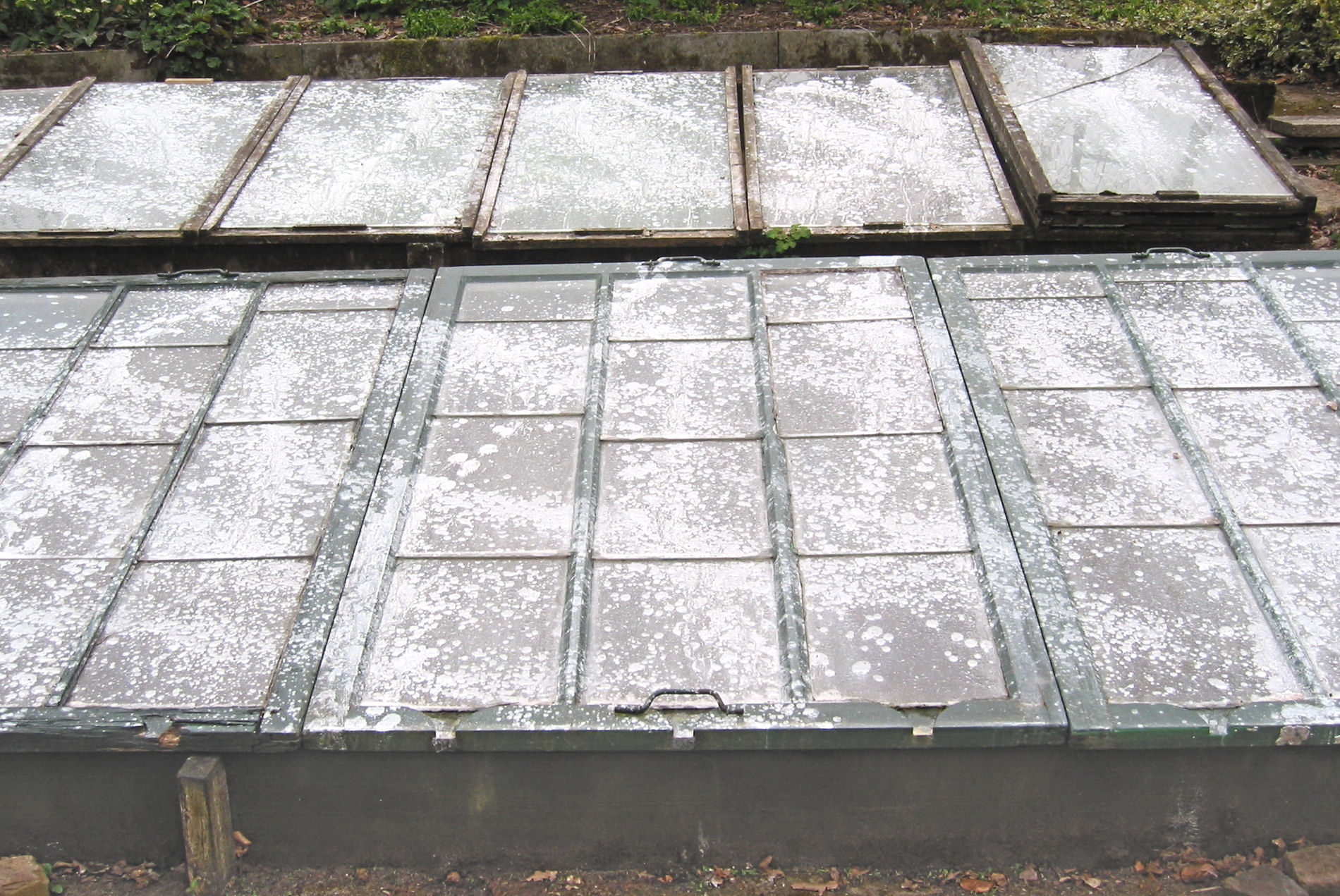
Broeibakken: eenruiters (achtergrond) en Lentse ramen (voorgrond)

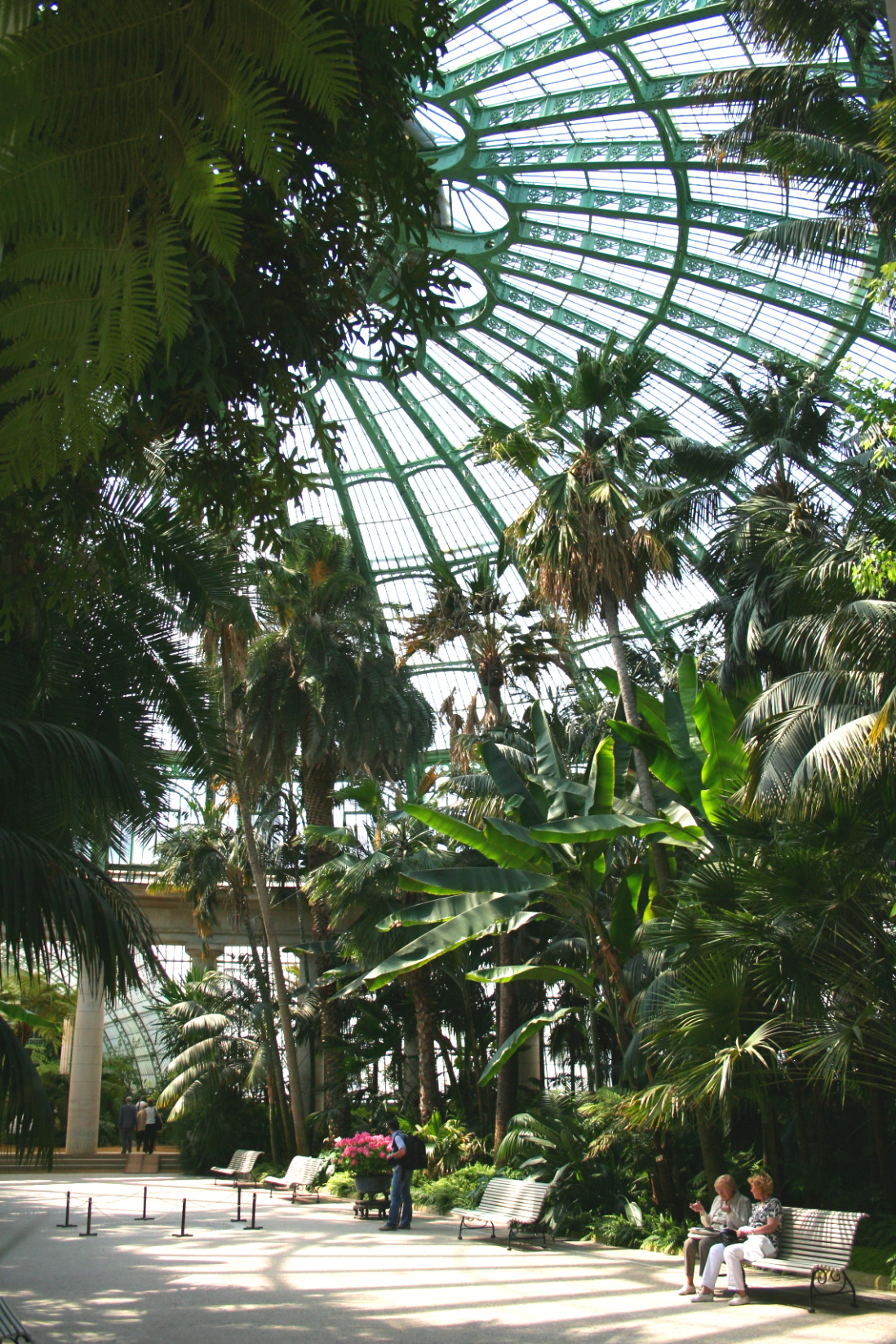
Koninklijke serres te Laken

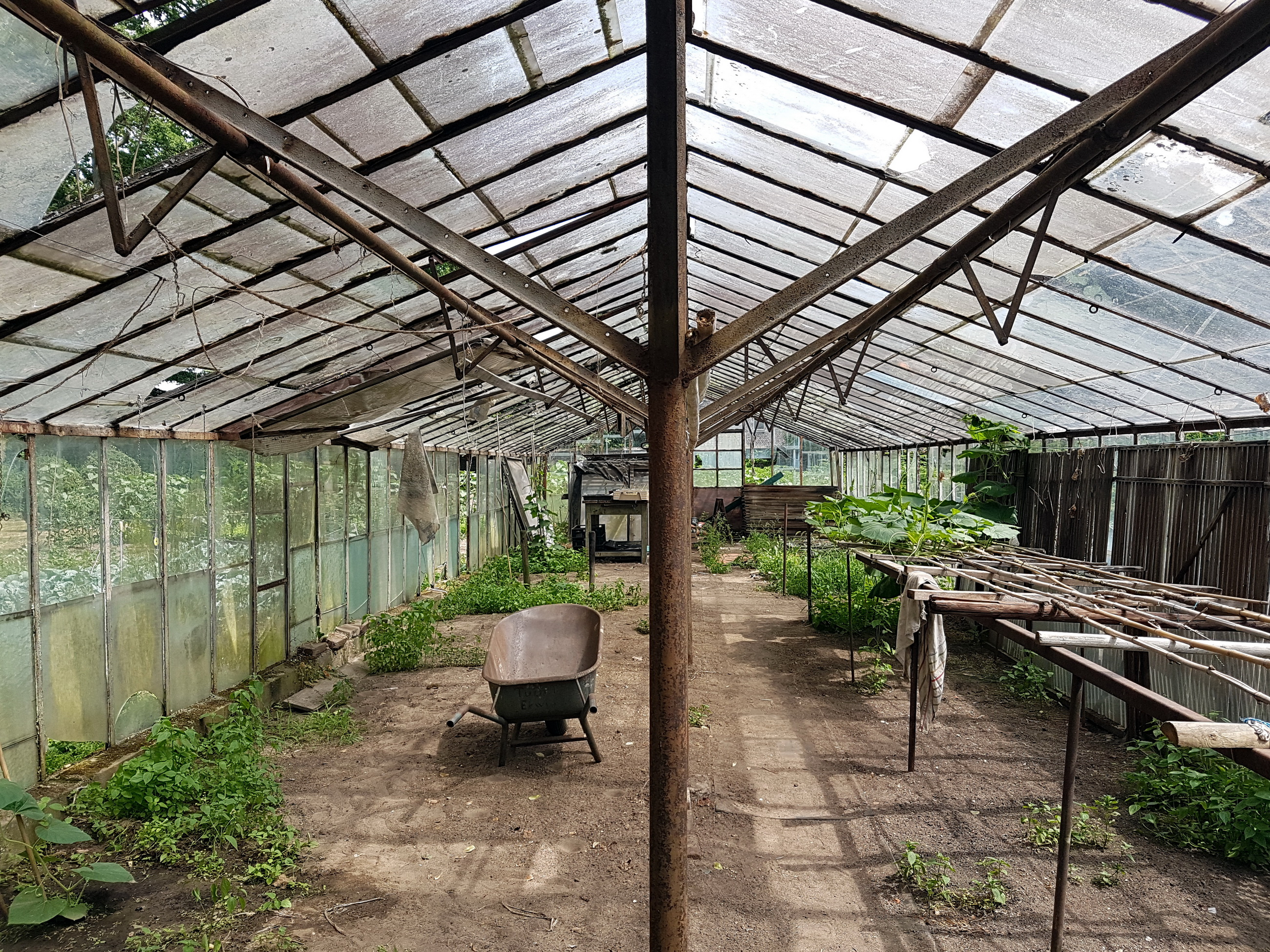
Interieur van een kas uit de jaren 1920 (kloostertuin Missiehuis St. Michaël, Steyl)

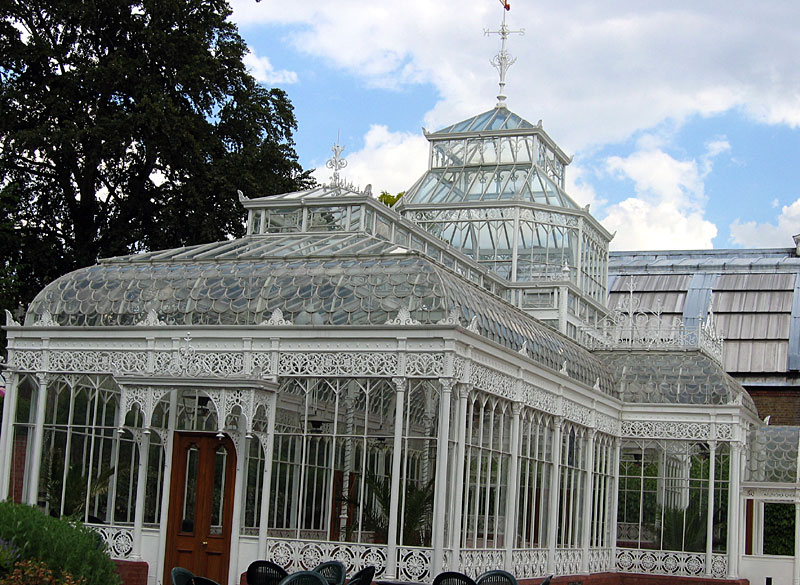
Victoriaanse kas in het Horniman Museum & Gardens, Londen

Een kas, korte benaming voor broeikas, in Vlaanderen bekend als serre, is een bouwwerk van meestal glas en metaal dat als beschermende ruimte dient voor bijvoorbeeld het kweken van planten in een wisselend klimaat.

## Historische ontwikkeling
De traditionele negentiende-eeuwse kas was een gebouw dat werd aangetroffen in de tuinen van grote huizen en werd - en wordt vaak nog - gebruikt voor het kweken van veeleisende of zeldzame planten of ook voor het houden van vogels, vlinders en andere dieren uit warme gebieden die in een kouder klimaat anders niet zouden kunnen overleven.
Veel steden, vooral die in gematigde klimaten en met grote bevolkingscentra bezitten grote kassen om tropische planten tentoon te stellen. Dit type kas was populair in het begin van de negentiende eeuw en aan het einde van die eeuw speelden ze ook een sociale rol, bijvoorbeeld voor tea-party's. De architectuur van kassen varieert van typische victoriaanse 'crystal palaces' zoals het Palm House van de Kew Gardens tot moderne bouwwerken als geodetische koepels als het Climatron van de Missouri Botanical Garden.
Er zijn verschillende typen kassen die samengevat 'staand glas' genoemd worden. Dit in tegenstelling tot platglas, oftewel de broeibak.
Reeds tussen de jaren 14 en 37 gebruikte Tiberius Julius Caesar Augustus een kas gemaakt van mariaglas (Lapis speculare) om het hele jaar door komkommers te kweken.
De eerste ruiten bestonden uit glazen panelen die ongeveer 16 × 25 cm groot waren, ingebouwd in houten omlijsting. Later kwamen er ook grotere ruiten in stalen frames.
In de negentiende eeuw kwamen daar de muurkassen bij met tweezijdig licht, gevolgd door kassen met zadeldak, die geheel uit glas bestonden. Aan het eind van deze eeuw hadden de grootste ruiten de afmetingen 515 × 380 mm, maar de meest gangbare maat was toen 325 × 270 mm. Aan het begin van de twintigste eeuw waren er ook ruiten van 595 × 485 mm. In Nederland werden eenruiters gebruikt met een grootte van 729 × 1404 mm. De glasmaat is steeds groter geworden en in 2006 zijn er ruiten van 1500 × 2140 mm. Naast gewoon glas wordt er tegenwoordig ook gehard glas of geschikt kunststof gebruikt.
Kleinere kassen in tuinen werden populair in de tweede helft van de twintigste eeuw als plaatsen die worden gebruikt voor het verzamelen van planten en voor recreatieve doeleinden. Hedendaagse kassen zijn  vaak kleiner, kunnen van polycarbonaat worden gemaakt, en worden soms aan huizen toegevoegd om het aanzien van het huis te verbeteren zoals in geval van serre's. Deze laatste worden vaak als extra kamer gebruikt in plaats van voor het kweken van planten.
In de glastuinbouw worden kassen gebruikt voor het kweken van planten op grote schaal voor handelsdoeleinden. Nieuwe ontwikkelingen zijn de gesloten kas of de halfgesloten kas waarmee de kas als energiebron wordt ingezet en op deze wijze het verbruik aan fossiele brandstoffen en dus ook de productie van CO2 wordt verminderd. Een complex van broeikassen wordt wel een warenhuis genoemd.

## Functies
Naargelang de minimum wintertemperatuur die wordt gehandhaafd onderscheidt men:
- De onverwarmde kas, waarin helemaal niet gestookt wordt.
- De koude kas of vorstvrij verwarmde kas met een minimum wintertemperatuur van 5-8 °C.
- De gematigde kas met een minimum wintertemperatuur  van 12-15 °C.
- De warme kas of tropische kas met een minimum wintertemperatuur van 18 °C.

En verder ook:
- De broeibak.

## Lijst van prominente kassen met publieke functie

### Nederland
- Amazonica (Diergaarde Blijdorp, Rotterdam)
- Burgers' Bush (Burgers' Zoo, Arnhem)
- Drieklimatenkas (Hortus Botanicus Amsterdam)
- Rimbula (Wildlands Adventure Zoo Emmen)
- Wintertuin (Hortus botanicus Leiden)

### België
- Koninklijke Serres van Laken (Laken, Brussel)
- Plantenpaleis (Plantentuin Meise, Meise)

### Verenigd Koninkrijk
Engeland
- Palm House (Kew Gardens)
- Chatsworth House (Derbyshire)
- Eden Project (Cornwall)

Schotland
- Palm House (Royal Botanic Garden Edinburgh)
- Kibble Palace (Glasgow Botanic Gardens)

### Verenigde Staten
- New York Botanical Garden (Enid A. Haupt Conservatory)
- Garfield Park Conservatory (Chicago)
- Lincoln Park Conservatory (Chicago)
- Garfield Park Conservatory (Indianapolis)
- Mitchell Park Conservatory (Milwaukee)
- Des Moines Botanical Center (Des Moines, Iowa)
- Climatron (Missouri Botanical Garden, Saint Louis)
- Conservatory of Flowers (San Francisco)
- Volunteer Park Conservatory (Seattle)
- Krohn Conservatory (Cincinnati)
- Belle Island Conservatory (Detroit, Michigan))
- Conservatory (United States Botanic Garden, Washington D.C.)
- Moody Gardens (Galveston, Texas)
- Franklin Park Conservatory (Columbus, Ohio)
- Phipps Conservatory (Pittsburgh)

### Australië
- Fitzroy Gardens (Melbourne)

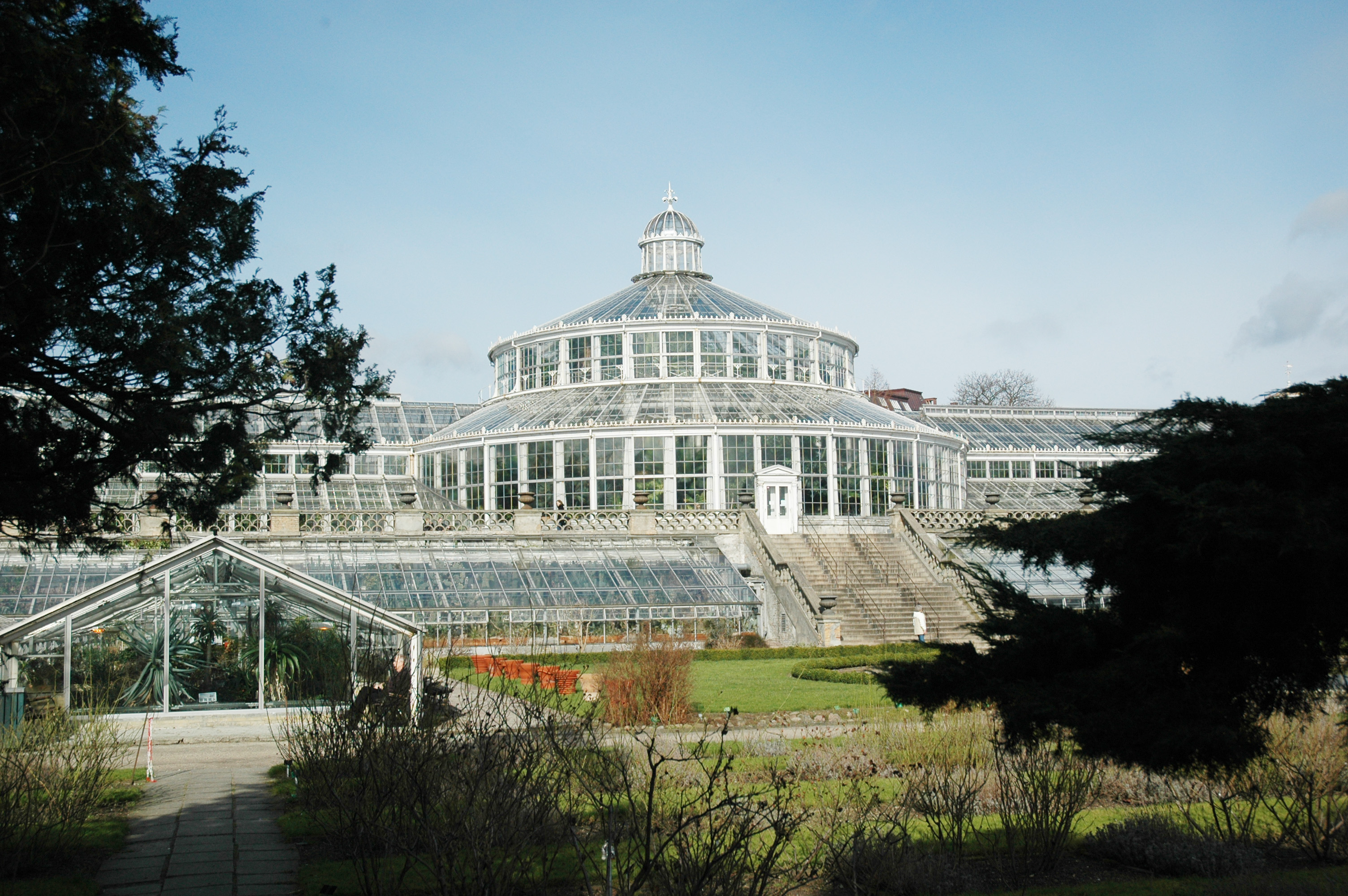
Kas in Denemarken
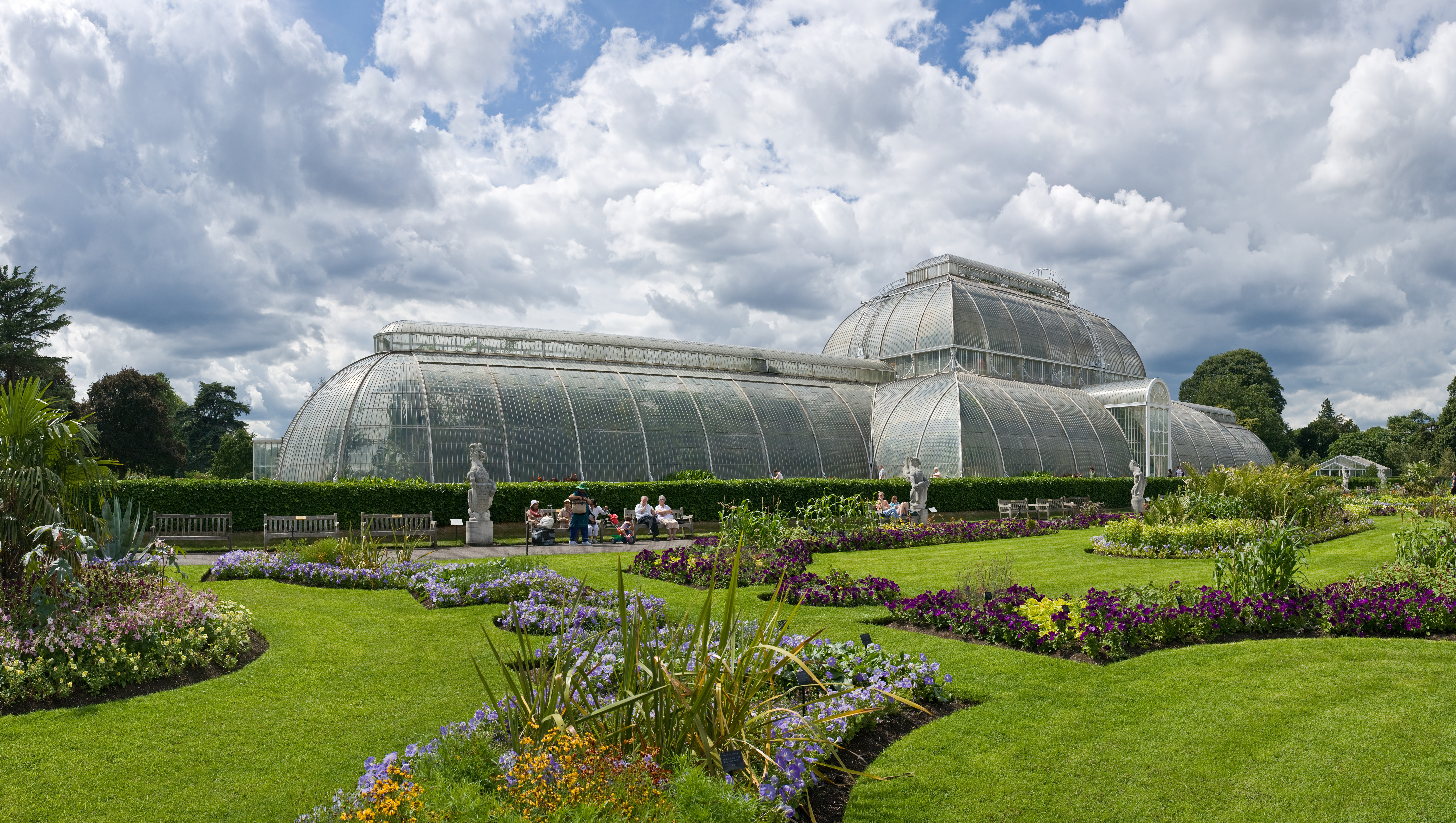
Palm House (Kew Gardens, Londen
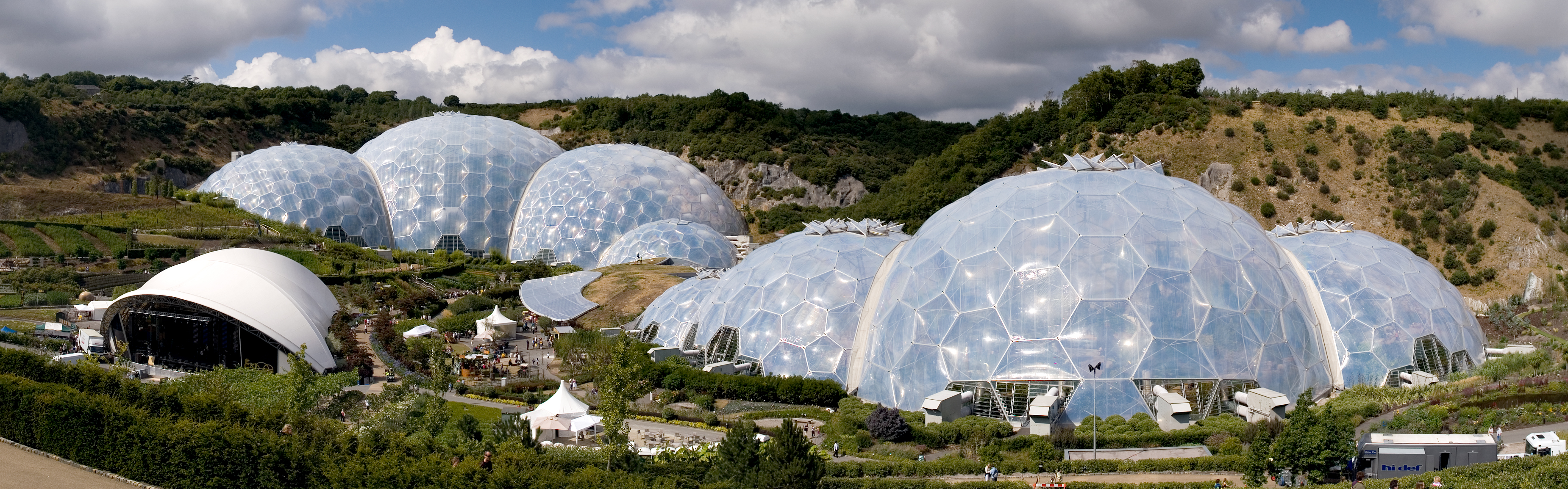
Geodetische koepels van het Eden Project
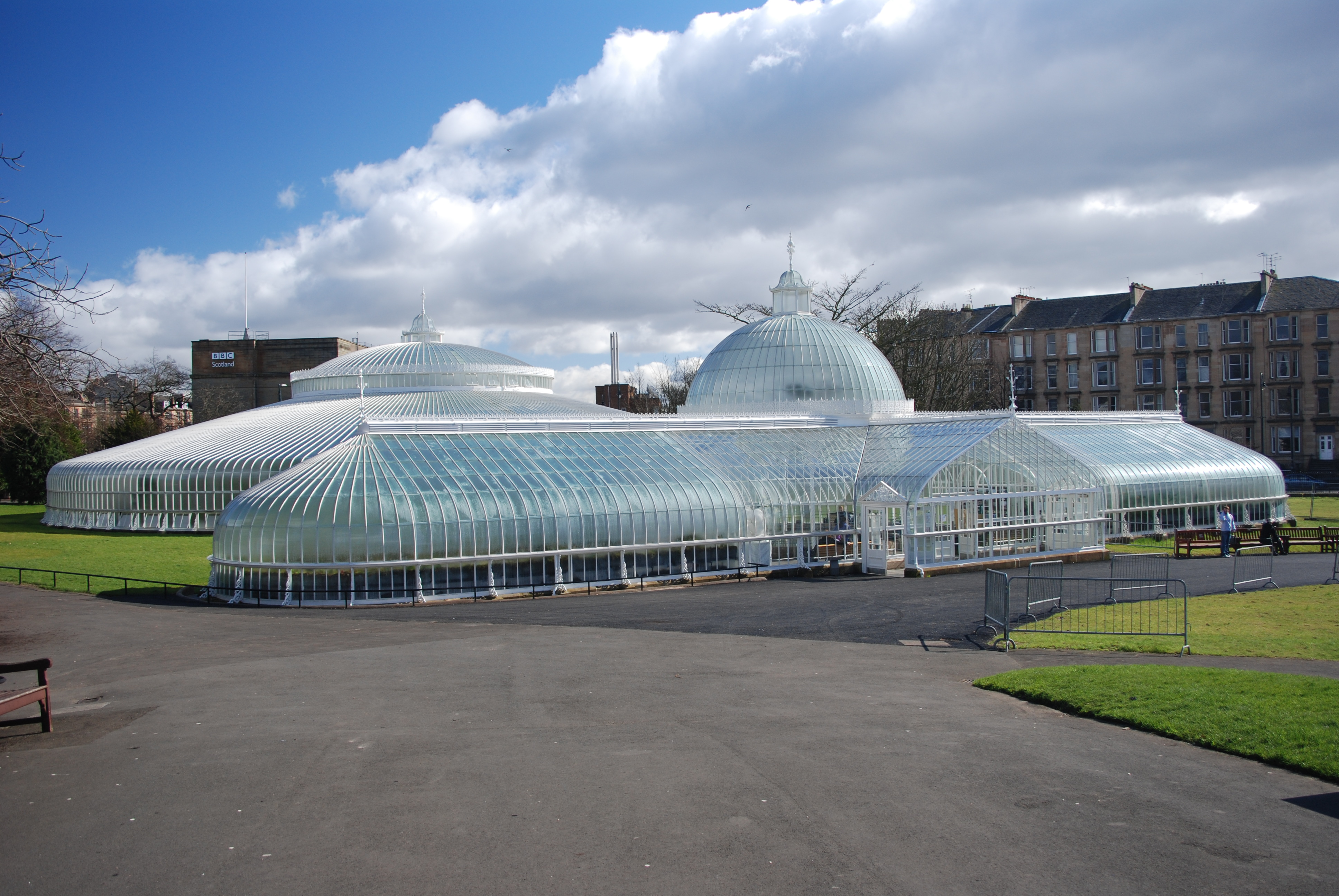
Kibble Palace (Glasgow Botanic Gardens)
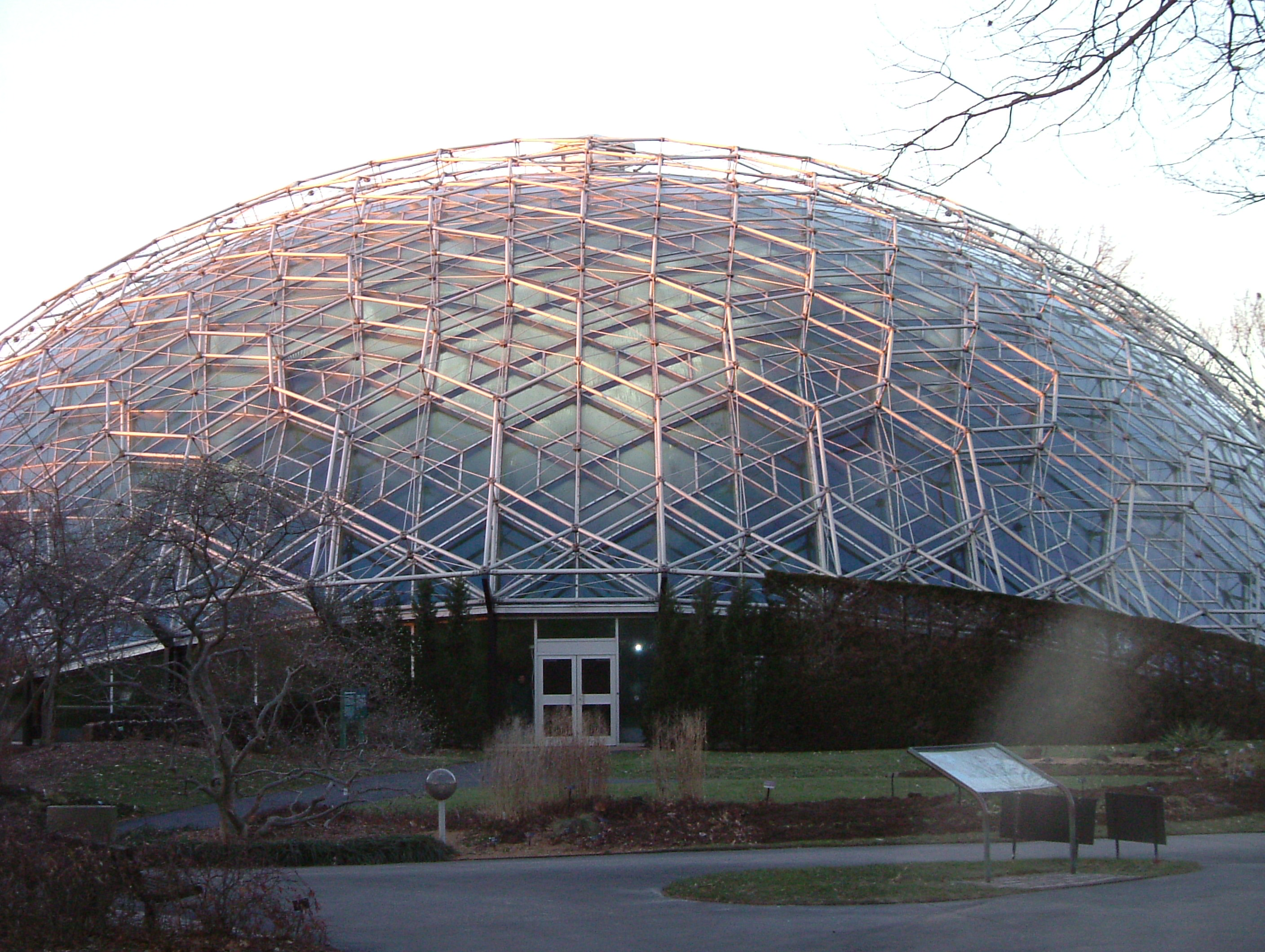
Climatron (Missouri Botanical Garden)
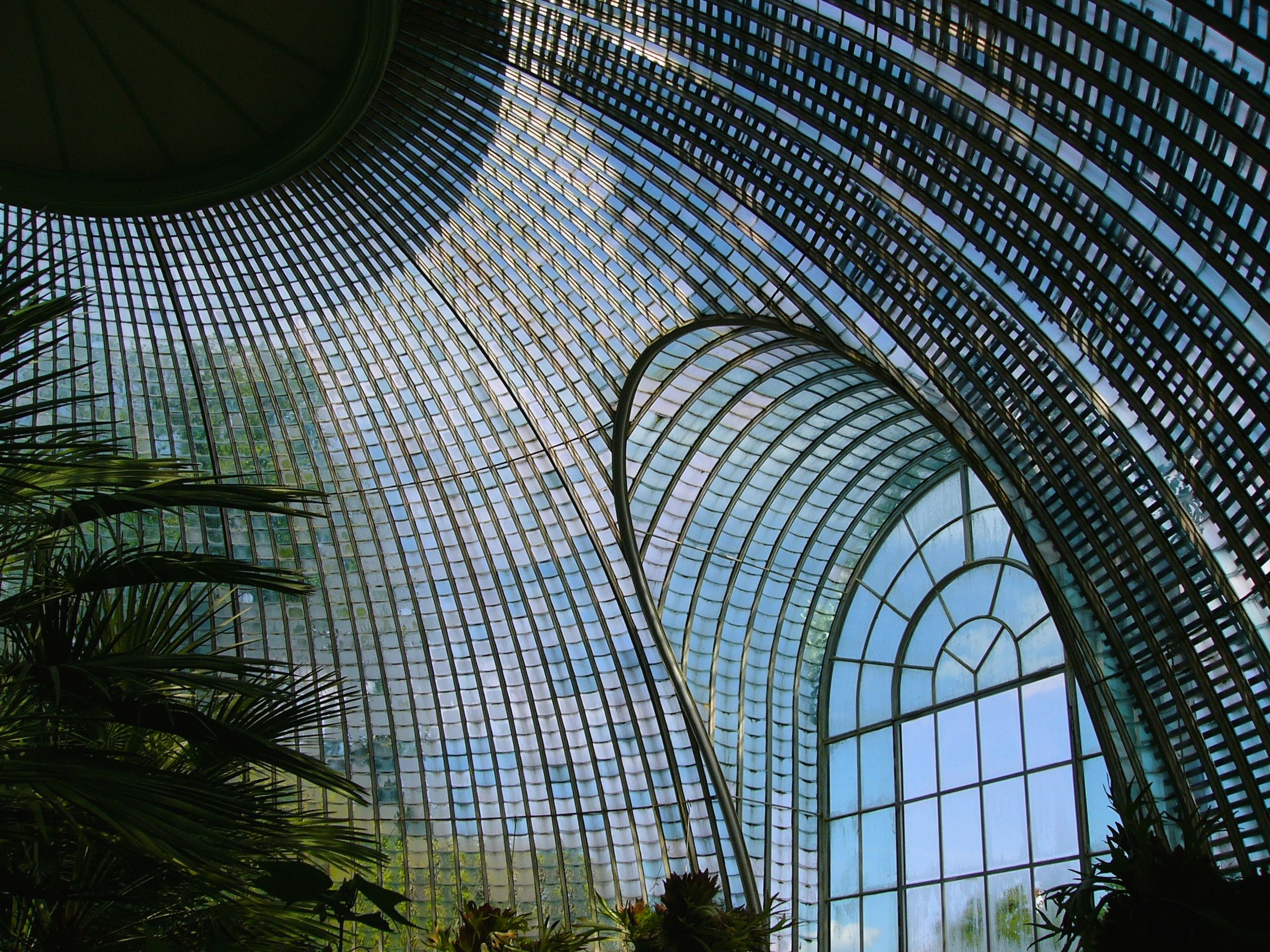
Kas bij kasteel Lednice